# 飯野中継局
飯野中継局（いいのちゅうけいきょく）は、宮崎県えびの市（旧飯野町）にあるテレビ放送の中継局。えびの市大字原田の八幡丘公園に設置されている。宮崎県内では主要な中継局のひとつであったが、現在えびの市内では1970年代（民放局は1980年代）に開局した真幸中継局を中心に受信している。

## 放送設備

### 地上デジタル放送
| ID | 放送局名       | 物理 チャンネル | 空中線 電力 | ERP   | 放送 対象地域 | 放送区域 内世帯数 | 運用 開始日   |
| -- | -------------- | --------------- | ----------- | ----- | ------------- | ----------------- | ------------- |
| 1  | NHK 宮崎総合   | 29ch            | 3W          | 22W   | 宮崎県        | 8,606世帯         | 2008年 7月1日 |
| 2  | NHK 宮崎教育   | 28ch            | 3W          | 19.5W | 全国          | 8,606世帯         | 2008年 7月1日 |
| 3  | UMK テレビ宮崎 | 31ch            | 3W          | 15W   | 宮崎県        | 8,606世帯         | 2008年 7月1日 |
| 6  | MRT 宮崎放送   | 30ch            | 3W          | 15W   | 宮崎県        | 8,606世帯         | 2008年 7月1日 |

- 2008年5月29日に真幸中継局と同時に予備免許が交付され、6月2日から試験放送を、7月1日に本放送を開始した。

### アナログテレビ放送（運用終了）
| チャンネル | 放送局名       | 空中線 電力       | ERP               | 放送 対象地域 | 放送区域 内世帯数 | 運用 開始日    |
| ---------- | -------------- | ----------------- | ----------------- | ------------- | ----------------- | -------------- |
| 1          | UMK テレビ宮崎 | 映像10W/ 音声2.5W | 映像30W/ 音声7.5W | 宮崎県        | -                 | 2006年 11月1日 |
| 3          | NHK 宮崎教育   | 映像10W/ 音声2.5W | 映像31W/ 音声7.7W | 全国          | -                 | 1964年 9月9日  |
| 4          | NHK 宮崎総合   | 映像10W/ 音声2.5W | 映像30W/ 音声7.5W | 宮崎県        | -                 | 1964年 9月9日  |
| 6          | MRT 宮崎放送   | 映像10W/ 音声2.5W | 映像32W/ 音声7.9W | 宮崎県        | -                 | 1964年 10月3日 |
| 58         | UMK テレビ宮崎 | 映像30W/ 音声7.5W | 映像240W/ 音声59W | 宮崎県        | 約9,300世帯       | 1971年 4月1日  |

- 2011年7月24日をもってすべて廃止された。
- アナアナ変換は2006年11月に実施[1]。UMKは補完局を設置。UMKの中継局では唯一VHF帯を使用していた。

### 偏波面
- VHFアナログ　垂直偏波
- UHFアナログ・地上デジタル放送　水平偏波

### 局舎外観

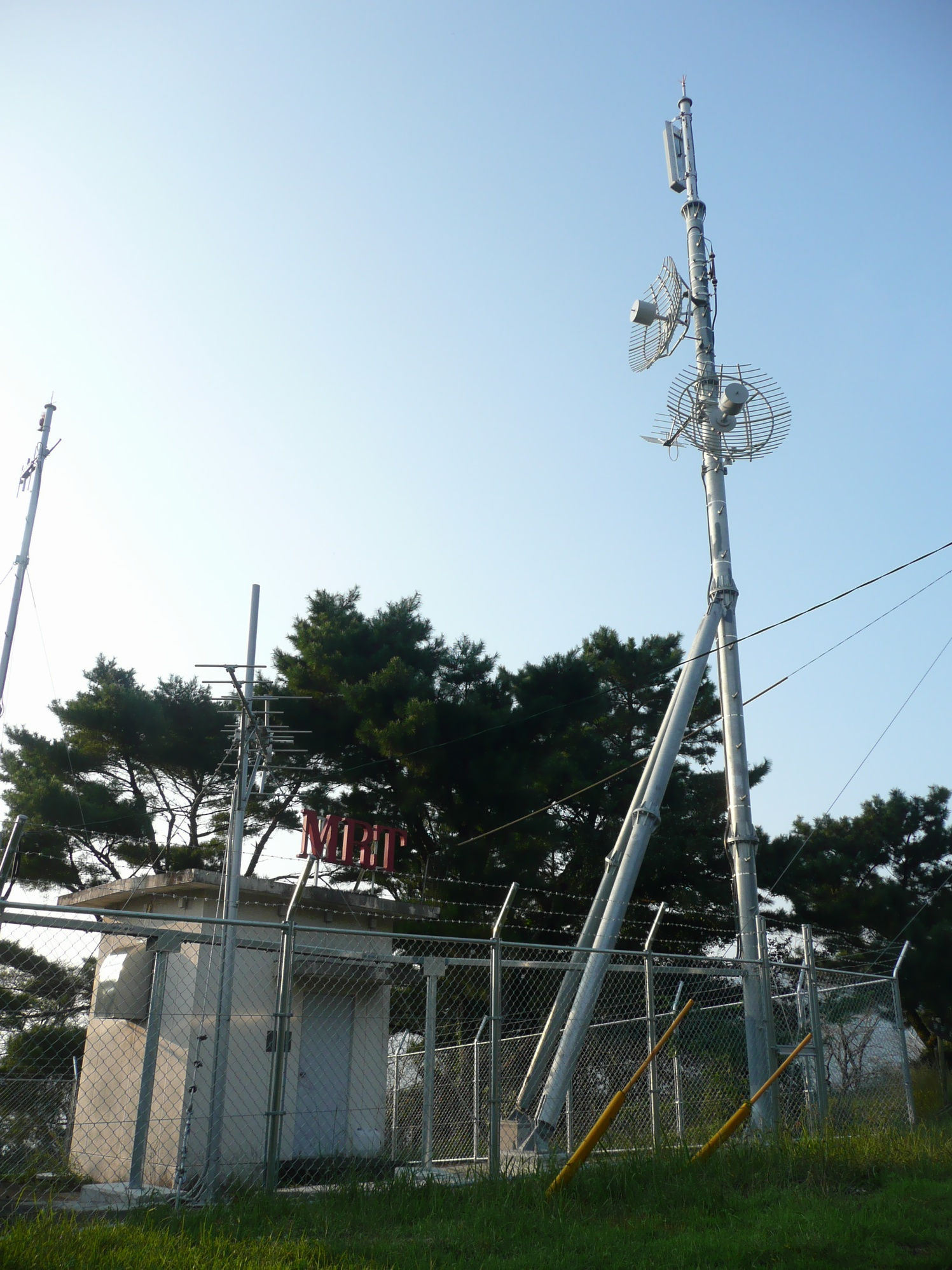
MRT宮崎放送（2008年）
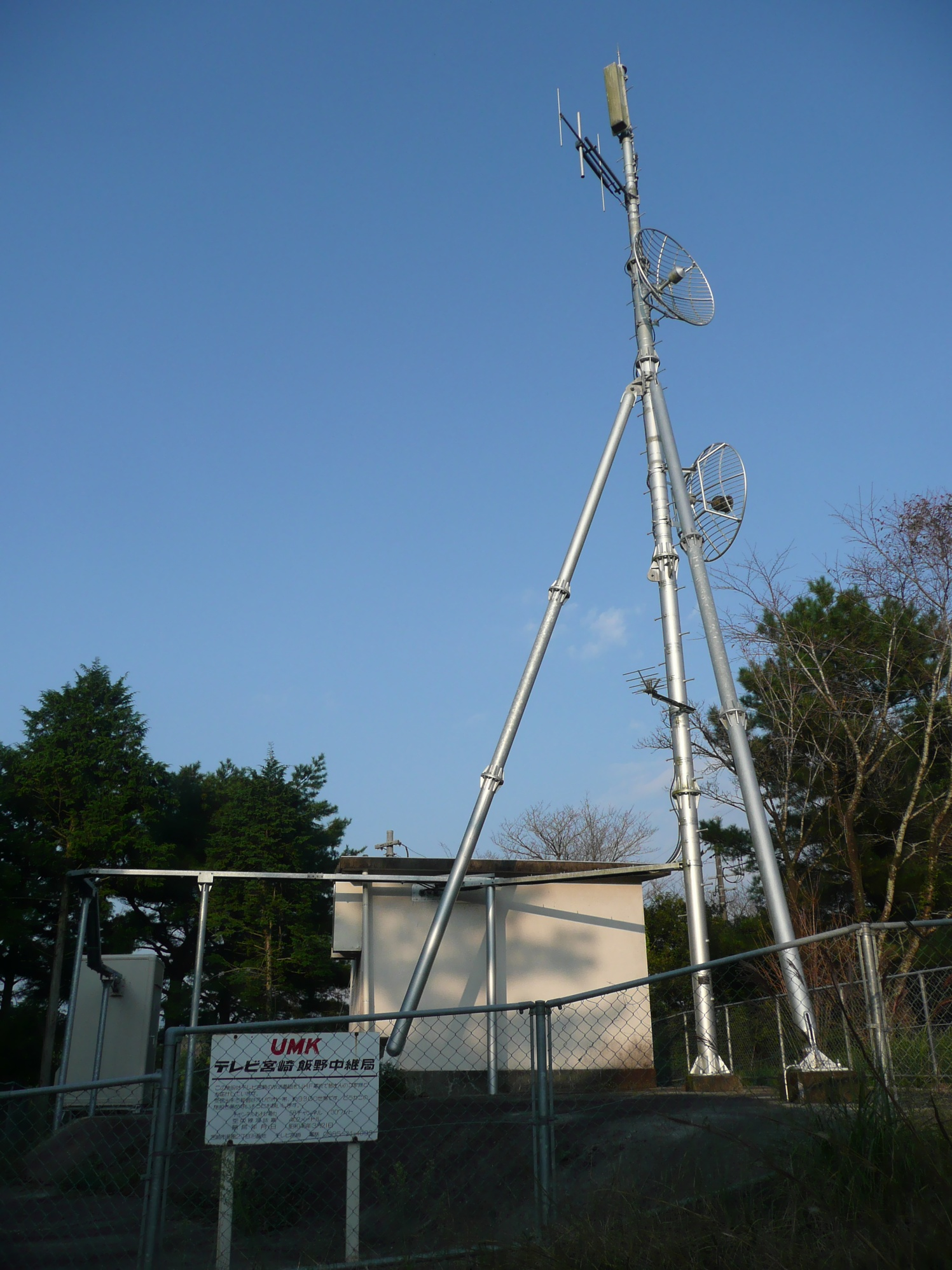
UMKテレビ宮崎（アナログ、2008年）

## 参考資料
- 『宮崎県えびの地区の地上デジタルテレビジョン放送局に予備免許』 九州総合通信局、2008年5月29日。
- 飯野デジタルテレビ中継局の概要（総務省九州総合通信局） (PDF)